# Юргенс, Мортен
Мортен Арантес Юргенс (эст. Morten Arantez Jürgens; 17 апреля 2000, Таллин, Эстония) — эстонский хоккеист, нападающий сборной Эстонии и английского клуба «Ковентри Блэйз».

## Карьера

### Клубная
Выступал за молодежные командаы ряда финских клубов. В сезоне 2021/22 дебютировал во второй по силе лиге страны — Местис — за основу «Киекко-Эспоо». Провел в нем три сезона. Летом 2024 года Юргенс перешел в коллектив Британской элитной хоккейной лиге «Ковентри Блэйз».

### В сборной
Выступал за юниорские и молодежную сборные Эстонии. В 2024 году Юргенс впервые сыграл за взрослую национальную команду страны на Чемпионате мира по хоккею с шайбой в Первом дивизионе в Литве.